# Mistinguett

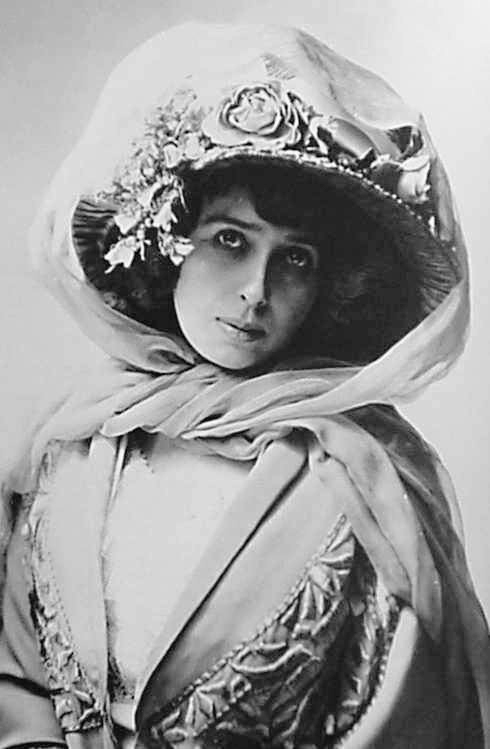
Mistinguett (Aufnahme Nadar)

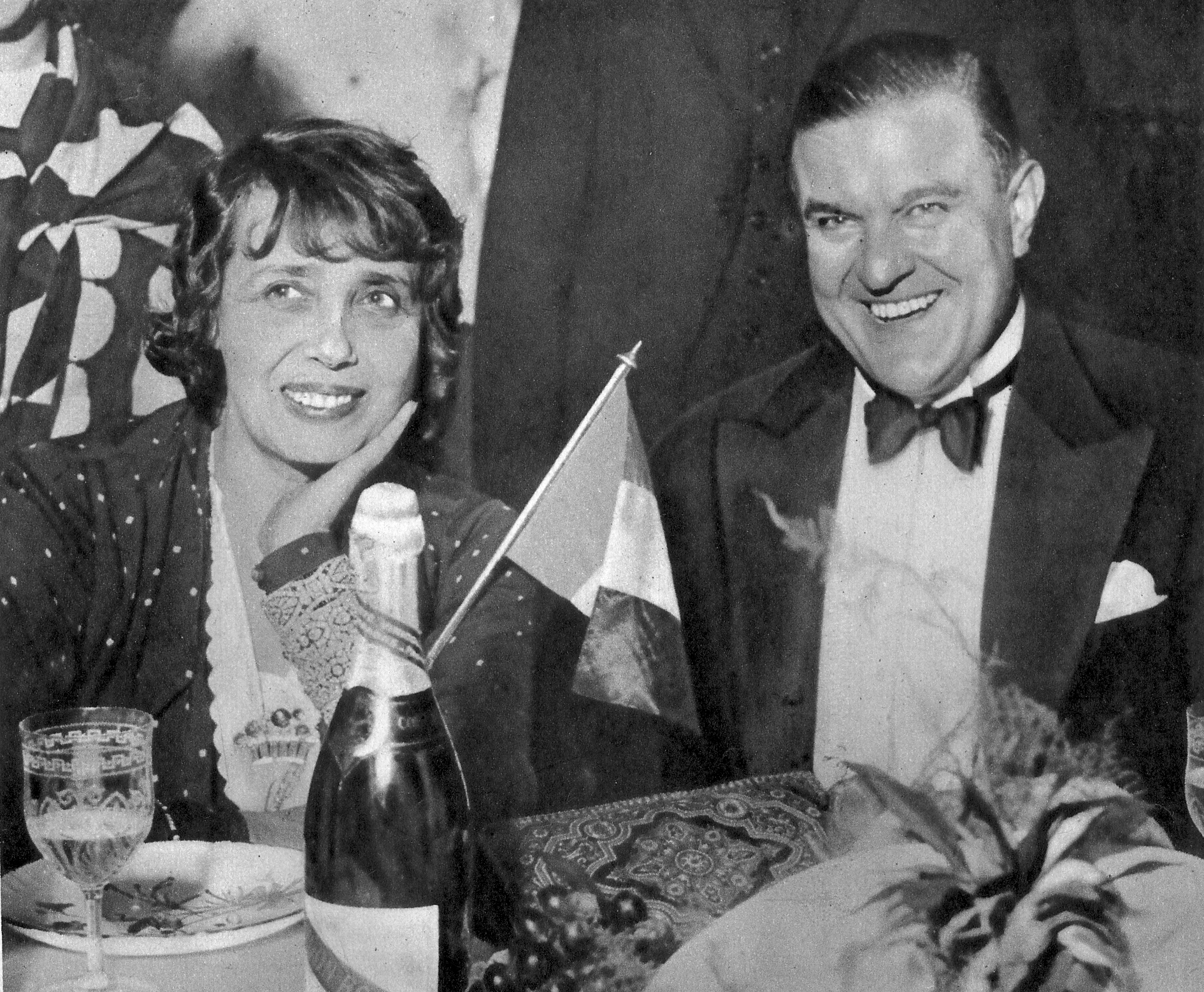
Mistinguett mit dem schwedischen Revuestar Ernst Rolf in Stockholm, 1931

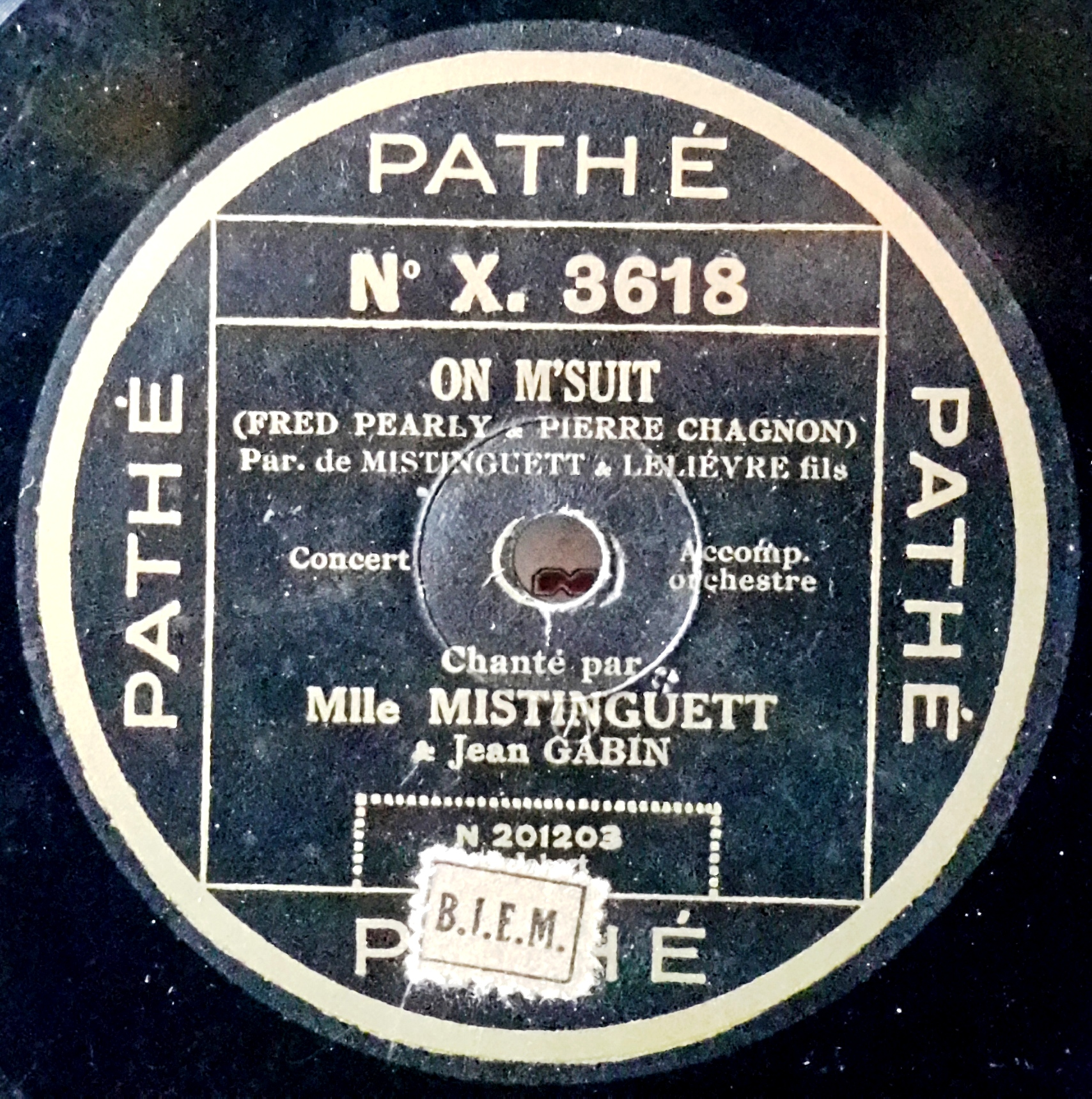
Mistinguett-Platte von etwa 1927

Mistinguett [mistɛ̃ˈɡɛt] ist der Künstlername von Jeanne Florentine Bourgeois (* 4. April 1875 in Enghien-les-Bains, Frankreich; † 5. Januar 1956 in Bougival, Frankreich), einer französischen Schauspielerin und Sängerin.

## Leben
Ihre Karriere begann sie als Blumenverkäuferin in einem Restaurant in ihrer Heimatstadt; dazu sang sie für die Gäste populäre Balladen. Dort gab man ihr den Namen Miss Tinguette, woraus sie ihren späteren Künstlernamen zusammensetzte.
Ihr Debüt hatte Mistinguett 1895 im Casino de Paris, danach trat sie auch in Revuen der Folies Bergère, des Moulin Rouge und des Eldorado auf. Ihre gewagten Nummern bezauberten die Pariser, und sie wurde die populärste Unterhaltungskünstlerin ihrer Zeit und die höchstbezahlte weltweit. Als weibliches Pendant zu Maurice Chevalier verkörperte sie den Idealtypus der Pariserin. Sie lebte mit dem Schauspieler zeitweilig zusammen und verhalf ihm 1916 über Beziehungen zu einer vorzeitigen Rückkehr aus deutscher Kriegsgefangenschaft.
Im Jahr 1919 ließ sie ihre Beine mit der für damalige Verhältnisse erstaunlichen Summe von 500.000 Francs versichern. Künstlerisch konkurrierte sie mit Josephine Baker.
1920 nahm sie zum ersten Mal ihr Lied Mon homme auf (Musik: Maurice Yvain, Text: Albert Willemetz und Jacques-Charles), das unter dem englischen Titel My Man (gesungen von Fanny Brice) auch weltweit bekannt wurde und zum festen Repertoire vieler Pop- und Jazzsänger wurde. Den Höhepunkt ihrer über fünfzigjährigen Karriere hatte Mistinguett in den 1920er und 1930er Jahren. Sie drehte viele Filme, unter anderem spielte sie die Éponine in einer frühen Version von Les Misérables unter dem Titel Menschen unter Menschen (1912).
Sie führte eine langjährige Beziehung mit dem viel jüngeren Maurice Chevalier, aber es waren ihre leidenschaftlichen Liebesaffären mit einem indischen Prinzen, König Alfons XIII. von Spanien und dem zukünftigen König Eduard VIII. von England, die legendär wurden.
Am 5. November 1945 erhielt sie einen Verweis der französischen Commission d’Épuration wegen ihres kollaborationistischen Verhaltens in den Jahren der deutschen Besatzung Frankreichs im Zweiten Weltkrieg.
Jeanne Bourgeois starb im Alter von 80 Jahren und liegt in ihrer Geburtsstadt Enghien-les-Bains begraben.